# توماس براون (لاعب كرة قدم)
توماس براون (بالإنجليزية: Thomas Brown)‏ (15 مايو 1986 في الولايات المتحدة - ) هو لاعب كرة قدم أمريكية ولاعب كرة قدم أمريكي في مركز راكض للخلف ‏. لعب مع كلفلاند براونز وأتلانتا فالكونز.

## وصلات خارجية
- توماس براون على موقع مرجع كرة القدم المحترفة.كوم (الإنجليزية)